# یانوش وویچیک
یانوش وویچیک (لهستانی: Janusz Wójcik; ۱۸ نوامبر ۱۹۵۳ – ۲۰ نوامبر ۲۰۱۷) سیاست‌مدار و بازیکن و مربی اهل لهستان بود.
از باشگاه‌هایی که در آن بازی کرده‌است می‌توان به باشگاه ورزشی گواردیا ورشو اشاره کرد.